# Hans Jákup Glerfoss
Hans Jákup Glerfoss, född 19 november 1937 i Mikladalur på Färöarna, död 17 januari 2010 i Hirtshals, Danmark, var en färöisk konstnär och författare.
Han fick år 1969 ta emot det ärofyllda Färöarnas litteraturpris för årets facklitteratur.